# ماسیمیلیان پرونسل
ماسیمیلیان پرونسل (انگلیسی: Massimilian Porcello؛ زادهٔ ۲۳ ژوئن ۱۹۸۰) بازیکن فوتبال اهل آلمان است.
از باشگاه‌هایی که در آن بازی کرده‌است می‌توان به باشگاه فوتبال پادربورن، باشگاه فوتبال کارلسروهه، باشگاه فوتبال اسنابروک، و باشگاه فوتبال آرمینیا بیله‌فلد اشاره کرد.